# Nemesnádudvar, Bács-Kiskun
Nemesnádudvar este un sat în districtul Baja, județul Bács-Kiskun, Ungaria, având o populație de 1.950 de locuitori (2011). 

## Demografie
Componența etnică a satului Nemesnádudvar
     Maghiari (66,6%)
     Germani (31,89%)
     Necunoscut (0,33%)
     Alții (1,18%)
Componența confesională a satului Nemesnádudvar
     Romano-catolici (71,9%)
     Fără religie (2,62%)
     Reformați (1,13%)
     Necunoscută (23,95%)
     Luterani (0,41%)
     Alte religii (0,87%)
Conform recensământului din 2011, satul Nemesnádudvar avea 1.950 de locuitori. Din punct de vedere etnic, majoritatea locuitorilor (66,6%) erau maghiari, cu o minoritate de germani (31,89%). Apartenența etnică nu este cunoscută în cazul a 0,33% din locuitori.  Din punct de vedere confesional, majoritatea locuitorilor (71,9%) erau romano-catolici, existând și minorități de persoane fără religie (2,62%) și reformați (1,13%). Pentru 23,95% din locuitori nu este cunoscută apartenența confesională.